# Nierówność wariacyjna
Nierówność wariacyjna – pojęcie z pogranicza rachunku wariacyjnego i teorii zbiorów wypukłych. Najogólniejsza postać tego zagadnienia podana poniżej pochodzi od Stuarta Antmana.

## Definicja formalna
Dla danej przestrzeni Banacha {\displaystyle E,} oraz jej podzbioru {\displaystyle K} i funkcjonału {\displaystyle F\colon {\boldsymbol {K}}\to {\boldsymbol {E}}^{*}} z {\displaystyle K} do przestrzeni dualnej {\displaystyle E^{*}} do przestrzeni {\displaystyle E,} nierównością wariacyjną jest problem rozwiązania względem zmiennej {\displaystyle x} przebiegającej zbiór {\displaystyle K} następującej nierówności:
{\displaystyle \langle F(x),y-x\rangle \geqslant 0\qquad \forall _{y\in {\boldsymbol {K}}}}
gdzie {\displaystyle \langle \cdot ,\cdot \rangle :{\boldsymbol {E}}^{*}\times {\boldsymbol {E}}\to \mathbb {R} } jest dualnością wyrażającą się wzorem {\displaystyle \langle x,x^{*}\rangle =x^{*}(x),} gdzie {\displaystyle x\in E,x^{*}\in E^{*}.}

## Przykłady

### Minimum funkcji na przedziale
Niech {\displaystyle F\colon I\to \mathbb {R} } będzie funkcją gładką (tzn. różniczkowalną o ciągłej pochodnej), gdzie {\displaystyle I=[a;b]\subset \mathbb {R} .} Jeśli chcemy znaleźć punkt {\displaystyle x_{0}\in I,} w którym
{\displaystyle f(x_{0})=\min _{x\in I}f(x).}
Możliwe są wtedy trzy przypadki:
- {\displaystyle a<x_{0}<b} i wtedy {\displaystyle f'(x_{0})=0,}
- {\displaystyle x_{0}=a} i wtedy {\displaystyle f'(x_{0})\geqslant 0,}
- {\displaystyle x_{0}=b} i wtedy {\displaystyle f'(x_{0})\leqslant 0.}

Wszystkie one mogą być zapisane za pomocą nierówności wariacyjnej:
{\displaystyle f'(x_{0})(x-x_{0})\geqslant 0\qquad \forall _{x\in I}.}
Rozwiązanie tej nierówności prowadzi do znalezienia minimum funkcji na przedziale.

### Minimum funkcji na zbiorze wypukłym
Niech {\displaystyle F\colon K\to \mathbb {R} } będzie funkcją gładką określoną na domkniętym wypukłym podzbiorze {\displaystyle K\subset \mathbb {R} ^{n},n\in \mathbb {Z} _{+}.} Ponadto niech {\displaystyle x_{0}\in K} będzie takim punktem, że
{\displaystyle f(x_{0})=\min _{x\in K}f(x).}
Ponieważ zbiór {\displaystyle K} jest wypukły, więc odcinek
{\displaystyle \{(1-t)x_{0}+tx:0\leqslant t\leqslant 1\}}
leży w zbiorze {\displaystyle K} i można rozpatrzeć funkcję
{\displaystyle \Phi (t)=f(x_{0}+t(x-x_{0})),} gdzie {\displaystyle 0\leqslant t\leqslant 1.}
Osiąga ona minimum dla {\displaystyle t=0} i dlatego z przykładu poprzedniego wynika, że
{\displaystyle \Phi '(t)=\operatorname {grad} f(x_{0})(x-x_{0})\geqslant 0\qquad \forall _{x\in K}}
Zatem punkt {\displaystyle x_{0}\in K} spełnia nierówność:
{\displaystyle \operatorname {grad} f(x_{0})(x-x_{0})\geqslant 0\qquad \forall _{x\in K}.}
Jeśli zbiór {\displaystyle K} jest ograniczony, to istnienie takiego punktu wynika ze zwartości zbioru {\displaystyle K.}
Rozwiązanie tej nierówności prowadzi zatem do znalezienia minimum funkcji na zbiorze domkniętym wypukłym.

### Badanie membrany
Niech {\displaystyle \Omega \subset \mathbb {R} ^{N}} będzie obszarem o brzegu {\displaystyle \partial \Omega } i niech {\displaystyle \psi \colon {\overline {\Omega }}\to \mathbb {R} ,} gdzie {\displaystyle {\overline {\Omega }}=\Omega \cup \partial \Omega ,} będzie taką funkcją, że
{\displaystyle \operatorname {\max } _{\Omega }\psi \geqslant 0} i {\displaystyle \psi \leqslant 0}
na {\displaystyle \partial \Omega .}
Niech
{\displaystyle K=\{\upsilon \in {\mathcal {C}}^{1}({\overline {\Omega }}):\upsilon \geqslant \psi {\text{ na }}\Omega {\text{ i }}\upsilon =0{\text{ na }}\partial \Omega \}}
Zbiór {\displaystyle K} jest wypukły i dla rozsądnie wybranych funkcji {\displaystyle \psi } jest niepusty. Należy znaleźć taką funkcję {\displaystyle u\in K,} dla której
{\displaystyle \int \limits _{\Omega }|\operatorname {grad} u|^{2}dx=\min _{\upsilon \in K}\int \limits _{\Omega }|\operatorname {grad} \upsilon |^{2}dx.}
Problem ten prowadzi do nierówności wariacyjnej
{\displaystyle \int \limits _{\Omega }|\operatorname {grad} u\operatorname {grad} (\upsilon -u)dx}
dla każdego {\displaystyle \upsilon \in K.}